# Gymnosporia maranguensis
Gymnosporia maranguensis är en benvedsväxtart som först beskrevs av Ludwig Eduard Theodor Loesener, och fick sitt nu gällande namn av Ludwig Eduard Theodor Loesener. Gymnosporia maranguensis ingår i släktet Gymnosporia och familjen Celastraceae. Inga underarter finns listade.